# In the Air Tonight
In the Air Tonight är en låt skriven och framförd av Phil Collins. Låten släpptes som singel i januari 1981 (maj i vissa länder), och togs med på Collins debutalbum som soloartist, Face Value. "In the Air Tonight" blev en internationell hitsingel. Låten spelas i det första avsnittet av den amerikanska TV-serien Miami Vice – "Brother's Keeper".
Collins inspirerades till texten av sin egen skilsmässa 1979. Musikaliskt är låten uppbyggd kring analoga syntackord och trummaskinen Roland CR-78. Låten är lugnt återhållsam för att i slutet övergå i en mer aggressiv sektion.

## Listplaceringar
- Billboard Hot 100, USA: #19[1]
- UK Singles Chart, Storbritannien: #2[2]
- RPM, Kanada: #2[3]
- Tyskland: #1[4]
- Österrike: #1[5]
- Schweiz: #1[6]
- Nederländerna: #2[7]
- VG-lista, Norge: #4[8]
- Topplistan, Sverige: #1[9]